# ۳ فروردین
۳ فروردین سومین روز از سال در گاه‌شماری   خورشیدی است. به پایان سال ۳۶۲ روز (۳۶۳ روز در سال کبیسه) مانده‌است.

## رویدادها
- تأسیس حوزه علمیه قم توسط عبدالکریم حائری یزدی
- ۱۳۹۶ - رقابت ۳ فروردین ۱۳۹۶ تیم ملی فوتبال ایران با تیم ملی فوتبال قطر در مرحله مقدماتی جام جهانی فوتبال ۲۰۱۸ (آسیا)

## زادروزها
- ۱۲۵۴ - سید حسین طباطبایی بروجردی، مرجع تقلید
- ۱۳۰۶ - حسن اکبرزاده، پژوهشگر و ریاضی‌دان
- ۱۳۱۰ - فرهنگ شریف، نوازنده و موسیقی‌دان
- ۱۳۱۶ - پرویز تناولی، مجسمه‌ساز، نقاش، پژوهش‌گر
- ۱۳۲۳ - جمشید هاشم‌پور، بازیگر
- ۱۳۳۲ - منوچهر متکی، سیاستمدار
- ۱۳۴۲ - محمد جامه‌بزرگ، از کشته‌شدگان خیزش ۱۴۰۱ ایران
- ۱۳۴۴ - ویگن کاراپتیان، از کشته‌شدگان ارمنی‌تبار ایرانی جنگ ایران و عراق
- ۱۳۴۵ - جواد نوروزبیگی، تهیه‌کننده سینما
- ۱۳۵۱ - شبنم مقدمی، بازیگر

## درگذشت‌ها
- ۱۳۴۴ - عبدالعظیم قریب، نویسنده (زاده ۱۲۵۸)
- ۱۳۵۵ - احمد ناظرزاده کرمانی، نویسنده و استاد دانشگاه
- ۱۳۸۴ - سید جلال‌الدین میری آشتیانی، فیلسوف (زاده ۱۳۰۴)
- ۱۳۸۷ - داوود اسدی، بازیگر (زاده ۱۳۴۸)
- ۱۳۸۷ - شاهرخ سخایی، بازیگر، عکاس
- ۱۳۹۱ - غلامحسین سمندری، دوتار نواز (زاده ۱۳۱۱)
- ۱۳۹۳ - جمشید دانایی‌فر، مرزبان اسیرشده به وسیله جیش‌العدل (زاده ۱۳۶۶)
- ۱۳۹۳ - پرویز راجی، سفیر ایران در بریتانیا در زمان محمدرضا پهلوی
- ۱۳۹۵ - سیمین صفامهر، دونده (زادهٔ ۱۳۲۶)
- ۱۳۹۸ - سهیل پرسته، کشتی‌گیر (زاده ۱۳۷۷)
- ۱۳۹۹ - حسن اکبرزاده، پژوهشگر و ریاضی‌دان (زاده ۱۳۰۶)
- ۱۴۰۱ - علی برجسته، بازیگر، تهیه‌کننده سینما